# Manufaktur AB

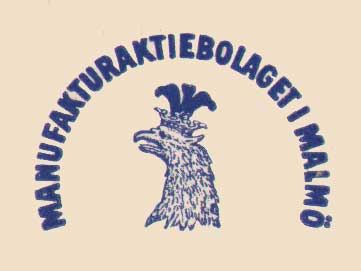
Fabriksmärke för Manufakturaktiebolaget

Manufakturaktiebolaget i Malmö (MAB) grundades år 1855 på initiativ av Carl Jöran Kock och med stöd av Frans Henrik Kockum. Året därpå stod fabriken klar. Fabriken var ett bomullsspinneri som låg i kvarteret Spinneriet i centrala Malmö, norr om det något senare tillkomna Malmö Yllefabriks AB (MYA).
År 1898 sålde MAB fabriken och lät bygga en ny fabrik på en tomt vid Trelleborgsvägen söder om  staden som var klar två år senare.
Den tidigare fabriken såldes till MYA som flyttade en del verksamhet dit. År 1906 sammanslogs MAB och Malmö Mekaniska Bomulls Wäfveri, även detta grundat 1855 och ett nytt stort väveri byggdes på platsen. År  1930 hade MAB mer än 900 medarbetare och var därmed Malmös näst största arbetsplats.
År 1943 bildades MAB & MYA-koncernen då MAB sammanslogs med Malmö Yllefabriks AB.
På 1950-talet började krisen för textilbranschen. Detta ledde till att all verksamhet inom koncernen nedlades och år 1968 byggdes den gamla fabriken på Trelleborgsvägen  om till det nuvarande köpcentret Mobilia.